# Antonio Soler Bou
Antonio Soler Bou,  ( Gerona, 9 de junio de 1828 - Humacao, enero de 1890) Diputado a Cortes por Puerto Rico en cinco ocasiones.

## Biografía
Natural de Gerona nace el 9 de junio de 1828, siendo bautizado el dia 10 de junio en la parroquia de Sant Feliu de Girona. Hijo de Narcís Soler Forns notario público y Narcisa Bou Camps. Estudia en la Universidad de Barcelona y en 1856 se traslada a Puerto Rico donde desde hacía seis años residía su hermano Narcís quien se dedicaba al comercio con la península.
Afincado en Humacao, donde contrae matrimonio, alcanza el grado de teniente coronel del Batallón de Voluntarios número 8 de aquella población, siendo alcalde  entre los años 1874 y 1876.

## Restauración
En las Elecciones generales de España de 1876 fue elegido Diputado (Partido Liberal-Conservador) para la circunscripción  de Guayama por la Junta Provincial de Puerto Rico, obteniendo 775 votos de 777 votantes, en un censo electoral de 1.125 electores.
En las Elecciones generales de España de 1879 fue elegido Diputado (Partido Liberal-Conservador) para la circunscripción  de Humacao (San Luis del Príncipe de la Rivera de Jumacao)  por la Junta Provincial de Puerto Rico, obteniendo 118 votos de 225 votantes, en un censo electoral de 252 electores.
Renueva en las Elecciones generales de España de 1881, obteniendo esta vez 134 votos de los 134 votantes, en un censo electoral de 219 electores.
Reelegido nuevamente en 1884, esta vez por el 
por el  Partido Español sin Condiciones, obteniendo en esta ocasión 109 votos de 110 votantes, en un censo electoral de 215 electores.
Reelegido en las Elecciones generales de España de 1886, esta vez con 115 votos de 117 votantes, en un censo electoral de 212 electores.
En sesión de 20 de febrero de 1890 se participó su fallecimiento, siendo sustituido por Juan José García Gómez.